# Asura haemachroa
Asura haemachroa är en fjärilsart som beskrevs av George Francis Hampson 1905. Asura haemachroa ingår i släktet Asura och familjen björnspinnare. Inga underarter finns listade i Catalogue of Life.